# ISO 3166-2:MR
ISO 3166-2:MR est l'entrée pour la Mauritanie dans l'ISO 3166-2, qui fait partie du standard ISO 3166, publié par l'Organisation internationale de normalisation (ISO), et qui définit des codes pour les noms des principales administration territoriales (e.g. provinces ou États fédérés) pour tous les pays ayant un code ISO 3166-1.

## Région (15)
Les noms des subdivisions sont listés selon l'usage de la norme ISO 3166-2, publiée par l'agence de maintenance de l'ISO 3166.
| Code  | Subdivision en arabe      | Subdivision en français |
| ----- | ------------------------- | ----------------------- |
| MR-07 | Adrar                     |                         |
| MR-03 | Assaba                    |                         |
| MR-05 | Brakna                    |                         |
| MR-08 | Dakhlet Nouâdhibou        |                         |
| MR-04 | Gorgol                    |                         |
| MR-10 | Guidimaka                 |                         |
| MR-01 | Hodh ech Chargui          |                         |
| MR-02 | Hodh el Gharbi            |                         |
| MR-12 | Inchiri                   |                         |
| MR-14 | Nuwākshūţ ash Shamālīyah* | Nouakchott Nord         |
| MR-13 | Nuwākshūţ al Gharbīyah*   | Nouakchott Ouest        |
| MR-15 | Nuwākshūţ al Janūbīyah*   | Nouakchott Sud          |
| MR-09 | Tagant                    |                         |
| MR-11 | Tiris Zemmour             |                         |
| MR-06 | Trarza                    |                         |

* pour les trois codes MR-13 MR-14 MR-15, provinces issus de la division du district fédéral de Nouakchott, le nom arabe utilise la romanisation BGN/PCGN Arabic 1956
Historique des changements
- 3 novembre 2014 : Mise à jour de la Liste Source
- 27 novembre 2015 : Ajout des régions MR-13, MR-14, MR-15; suppression du district MR-NKC; mise à jour de la Liste Source